# Ultimă redută

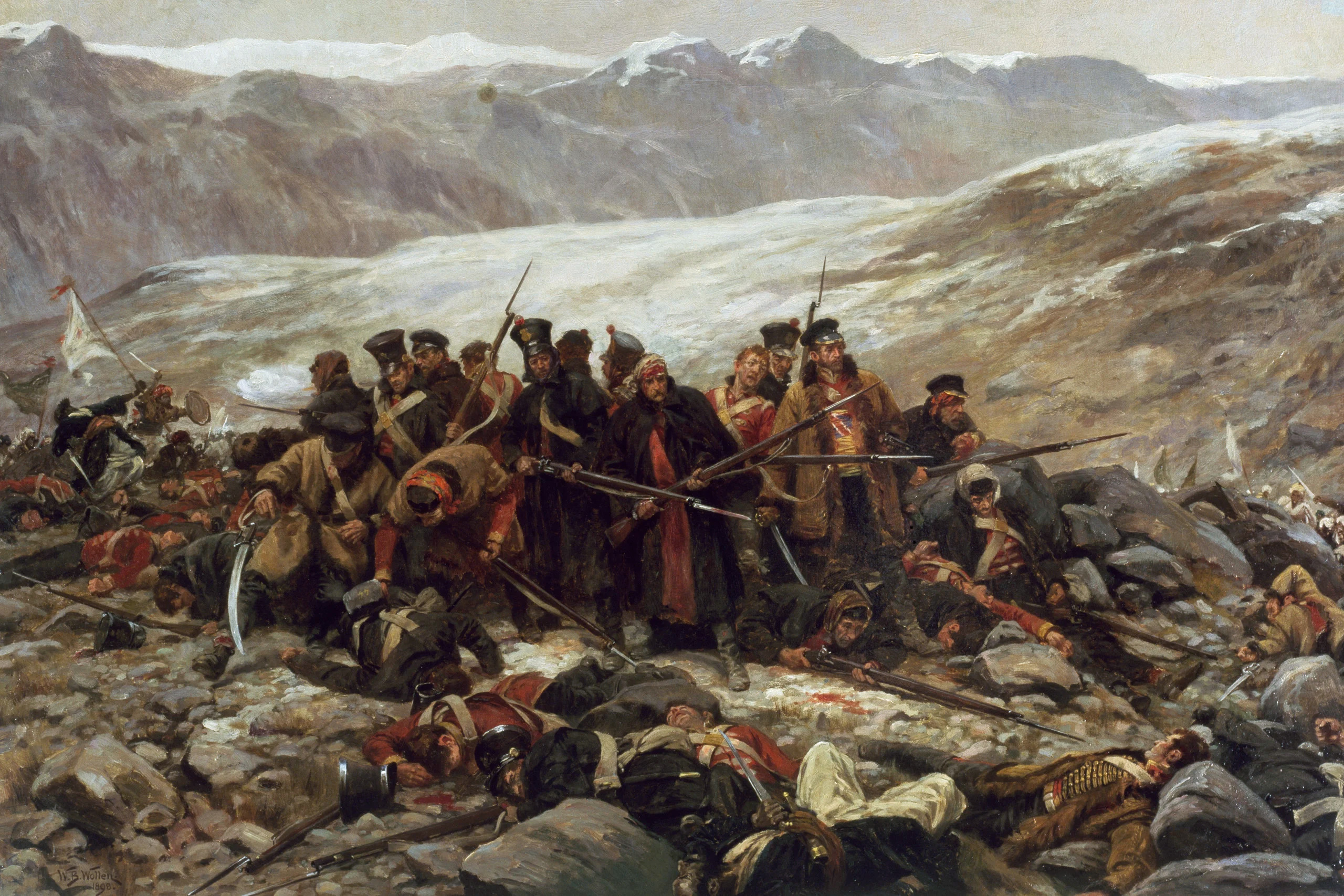
Supraviețuitorii Regimentului britanic 44 Infanterie apărând o ultimă redută la Gandamak, pictură de William Barnes Wollen

O ultimă redută este o situație militară în care un număr restrâns de trupe apără o poziție sau un obiectiv în ciuda unor sorți extrem de potrivnici. De obicei, apărătorii suferă pierderi grele sau sunt complet anihilați, așa cum s-a întâmplat în Bătălia de la Termopile, în anul 480 Î.Hr.. Trupele pot apăra o ultimă redută din conștiința datoriei, datorită importanței tactice cruciale a obiectivului, pentru a câștiga timpul necesar ca o armată să străpungă o încercuire, de teama execuției în cazul capturării sau pentru a-și proteja conducătorul. Ultimele redute au rămas cunoscute în istorie, deoarece sacrificiul și eroismul apărătorilor au exercitat o mare atracție și au stimulat imaginația publicului. În anumite cazuri, ultimele redute au devenit un capitol glorificat de către o forță armată sau de istoriografia unei țări.

## Semnificație tactică

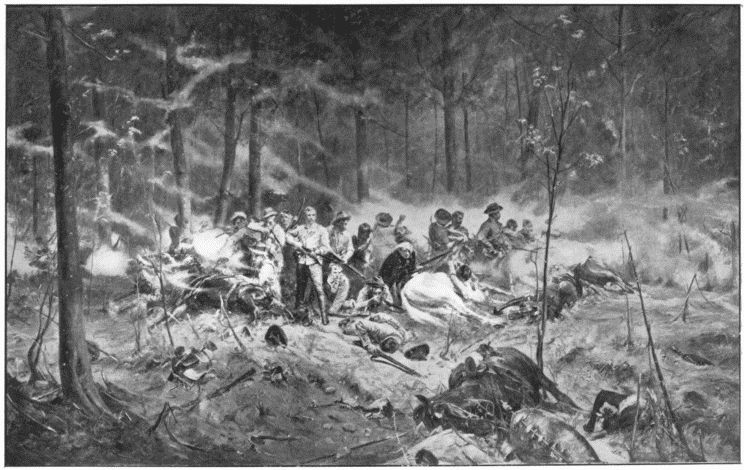
Patrula Shangani -- Ultima redută a maiorului Allan Wilson, Matabeleland, 4 decembrie 1893.

O „ultimă redută” este considerată ultima soluție tactică posibilă și este aleasă pentru că forțele apărătoare realizează sau sunt convinse că avantajele luptei depășesc avantajele retragerii sau predării. Această credință se naște în general din considerente strategice sau morale, precum rămânerea în luptă pentru a câștiga timp pentru evacuarea răniților sau civililor, situație care îi convinge pe apărători că sacrificiul lor este esențial pentru succesul general al campaniei sau cauzei lor, așa cum s-a întâmplat la sfârșitul Bătăliei de la Termopile. Acest tip de situație se poate ivi în mai multe moduri. Un caz este acela în care retragerea forței defensive ar duce la o înfrângere imediată, de obicei din cauza geografiei dezavantajoase a terenului din apropiere sau din cauza lipsei de provizii sau de întăriri, precum în cazul infanteriei regaliste la Wadborough Hill, după Bătălia de la Naseby.

### Conștiința datoriei
O ultimă redută poate fi, de asemenea, o ultimă pagină a unui război, în care poziția apărătorilor este fără speranță, dar aceștia consideră că e de datoria lor să nu se predea decât dacă vor fi obligați, așa cum a fost cazul ultimei armate regaliste din Primul Război Civil Englez, în Bătălia de la Stow-on-the-Wold.
În povestirea „Sobieski și românii”, scriitorul român Constantin Negruzzi descrie o situație în care, din simțul datoriei, 19 plăieși moldoveni apără Cetatea Neamțului în fața unei numeroase oști polone conduse de regele Ioan Sobieski. Zece dintre apărători au pierit în timpul asediul cetății, dar ceilalți nouă au fost lăsați de regele polon să plece după cinci zile de luptă.